# Mount Bridgland
Mount Bridgland är ett berg i Kanada.   Det ligger i provinsen Alberta, i den centrala delen av landet, 3 200 km väster om huvudstaden Ottawa. Toppen på Mount Bridgland är 2 930 meter över havet.
Terrängen runt Mount Bridgland är bergig åt sydost, men åt nordväst är den kuperad. Runt Mount Bridgland är det mycket glesbefolkat, med 2 invånare per kvadratkilometer.. Det finns inga samhällen i närheten. 
I omgivningarna runt Mount Bridgland växer i huvudsak barrskog.